# Czesława Kościańska

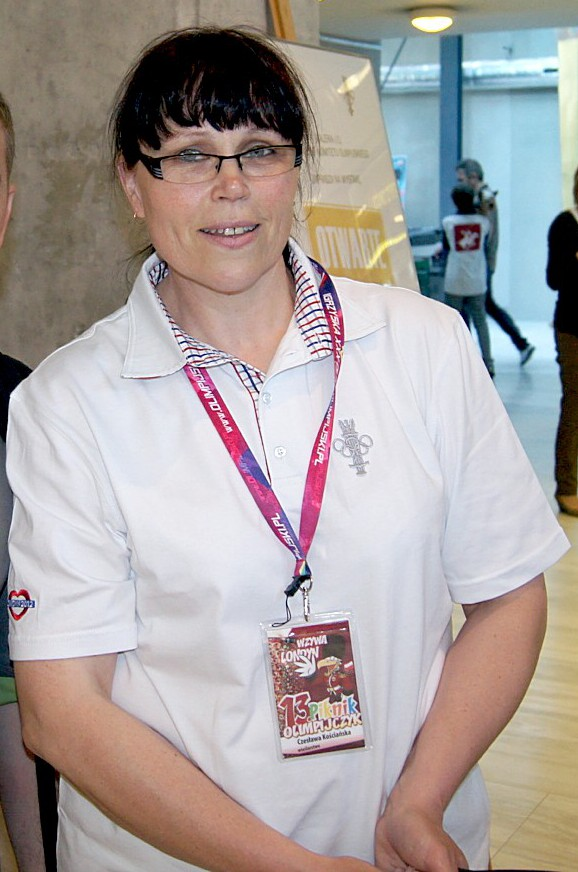
Czesława Kościańska (2012)

Czesława Helena Kościańska, nach Heirat Szczepińska, (* 22. Mai 1959 in Tczew) ist eine ehemalige polnische Ruderin.
Bei den Ruder-Weltmeisterschaften 1979 in Bled siegte im Zweier ohne Steuerfrau das Boot aus der DDR mit Ute Steindorf und Cornelia Bügel vor dem rumänischen Boot, dahinter gewannen die Polinnen Małgorzata Dłużewska und Czesława Kościańska die Bronzemedaille. Bei den Olympischen Spielen 1980 in Moskau siegten Ute Steindorf und Cornelia Klier(-Bügel) mit einer halben Sekunde Vorsprung vor den beiden Polinnen, dahinter gewann das Boot aus Bulgarien die Bronzemedaille vor den Rumäninnen. 1981 belegten Dłużewska und Kościańska den fünften Platz bei den Weltmeisterschaften in München. Im Jahr darauf gewannen die beiden Polinnen bei den Weltmeisterschaften in Luzern Silber hinter Silvia Fröhlich und Marita Sandig aus der DDR.
Bei den Olympischen Spielen 1988 in Seoul startete sie als Czesława Szczepińska und belegte den achten Platz im Vierer mit Steuerfrau. Zusammen mit Elwira Lorenz aus dem Vierer von 1988 ruderte Czesława Szczepińska im Zweier ohne Steuerfrau auf den achten Platz bei den Ruder-Weltmeisterschaften 1989 in Bled.